# Regimiento de Infantería «Palma» n.º 47

Escudo del Regimiento de Infantería «Palma» n.º 47.

El Regimiento de Infantería «Palma» n.º 47 es una unidad militar española, perteneciente al Ejército de Tierra. 
Fue establecido en Tortosa (Tarragona) con el Real Decreto de 27 de julio de 1877, como Regimiento de Infantería de Filipinas número 52. Su creación fue fruto de la unión de los Batallones de Reserva de Tarragona número 44 y de Lorca número 73, que constituyeron su Primer y Segundo Batallón. El Regimiento recién creado permaneció en Cataluña, repartido entre las poblaciones de Lérida, Seo de Urgel, Tremp y Solsona. En julio de 1880 el Primer Batallón fue trasladado a Palma, instalándose en el Cuartel del Carmen, y el Segundo a Mahón. Durante aquel mes, la plana mayor de este último fue enviada a Palma. Además, desde aquel año, el Regimiento estableció destacamentos en las islas de Ibiza y Cabrera.  
A partir del año 1895 y con el nombre de Regimiento Regional de  Baleares n.º 1, aportó refuerzos para el ejército destinado en Cuba y posteriormente para el Batallón de Cazadores Expedicionario n.º 2 ( los heroicos defensores de Baler, en Filipinas), además de nutrir parte de otras unidades. 
En abril de 1968 el Regimiento fue trasladado a la Base General Asensio. En 1984 recibió del ayuntamiento de la ciudad de Palma de Mallorca su actual bandera. Ha participado en la tercera guerra carlista (1874-1877), en la Guerra de Marruecos (1924-1927) y en la guerra civil española (1936-1939). Perdió su condición de unidad de infantería ligera en 2016.
El Regimiento «Palma» número 47 ha prestado servicios como fuerza de paz junto a otras unidades en Bosnia, Kósovo e Irak. Actualmente se organiza en:
- Mando
- Plana Mayor
- Batallón de Infantería Motorizada «Filipinas» I/47.